# Trachystreptus crassicarinatus
Trachystreptus crassicarinatus är en mångfotingart som beskrevs av Demange och Jean-Paul Mauriès 1975. Trachystreptus crassicarinatus ingår i släktet Trachystreptus och familjen Spirostreptidae. Inga underarter finns listade i Catalogue of Life.